# Stan De Bruyn
Stanislas (Stan) De Bruyn was een Belgisch Vlaams-nationalistisch politicus voor het VNV.

## Levensloop
Na de gemeenteraadsverkiezingen van 1938 werd De Bruyn - verkozen vanop de concentratielijst Christelijk Vlaamsch Volksblok (KVV en VNV) - aangesteld als schepen in Lokeren. Op 10 juni 1941 volgde hij op besluit van de secretaris-generaal van het Ministerie van Binnenlandse Zaken en Volksgezondheid Gérard Romsée Louis Van De Walle op als burgemeester. Die was dienstdoend burgemeester sinds het overlijden van Gaston Van der Poorten in december 1940.
Als schepen - en later als oorlogsburgemeester - was De Bruyn betrokken bij de uitbouw van het 'Kriegsgefangenenlager' te Lokeren. Ook stelde hij - tijdens een vraag om bemiddeling bij het Duitse krijgsgerecht op 1 november 1942 - persoonlijk verantwoordelijk te zijn geweest voor de aanhouding van ruim honderd verzetsleden.